# Cuphodes plexigrapha
Cuphodes plexigrapha är en fjärilsart som först beskrevs av Edward Meyrick 1916.  Cuphodes plexigrapha ingår i släktet Cuphodes och familjen styltmalar. Inga underarter finns listade i Catalogue of Life.